# Ćajtja

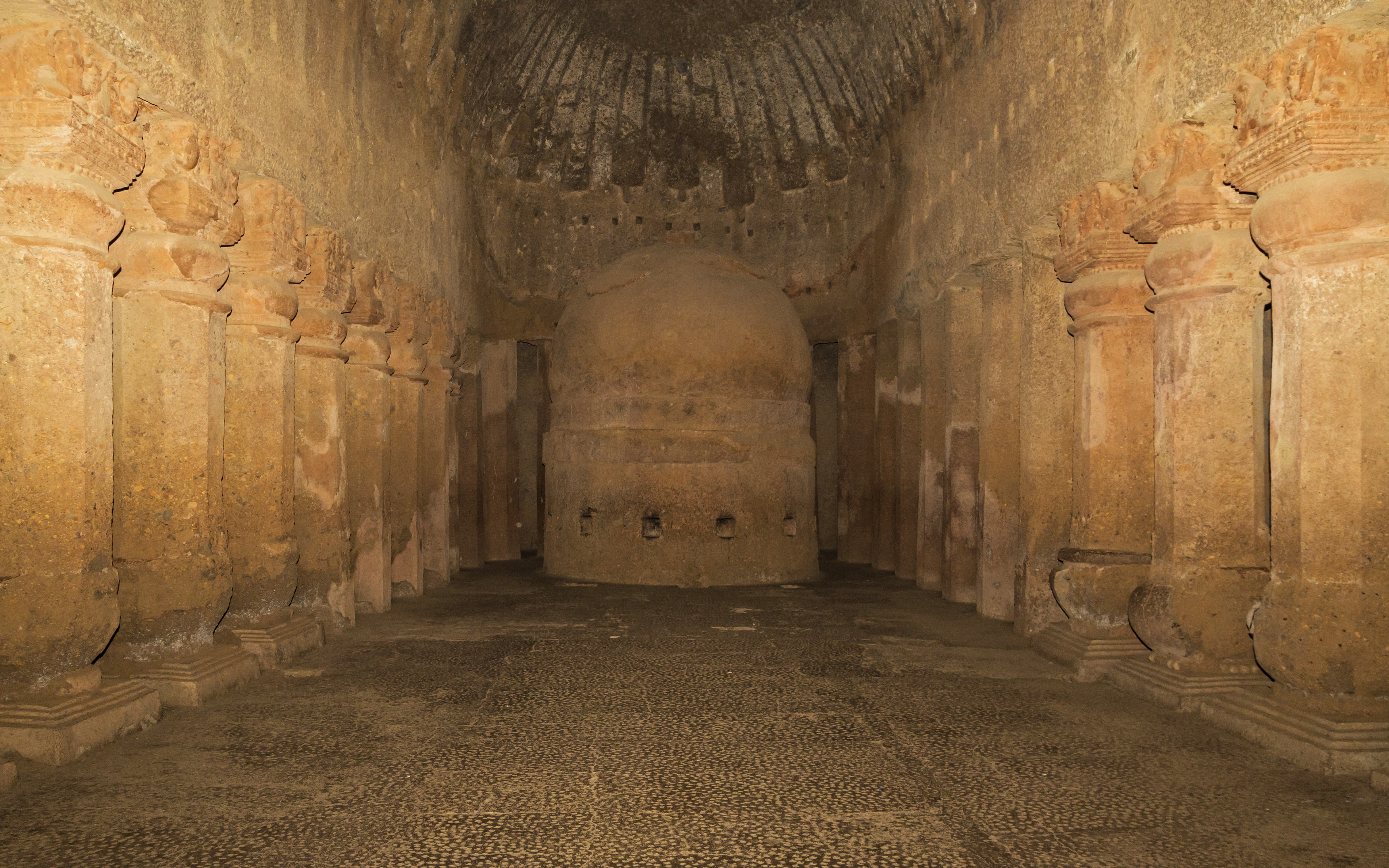
Ćajtja w Kanheri

Ćajtja (dewanagari चैत्य) – typ sakralnej budowli charakterystycznej dla sztuki indyjskiej - świątynia buddyjska wykuta w skale. Występuje obok drugiego rodzaju budowli skalnych, pełniących funkcję klasztoru buddyjskiego, tzw. wihary.
Plan ćajtji przypomina trójnawową bazylikę z wotywną stupą w półokrągłej apsydzie zamykającej odpowiednik nawy głównej. Wokół stupy zwykle powinno znajdować się obejście (pradakszina), ale często go brakuje. Jako właściwe miejsce kultu (w przeciwieństwie do wihary) z reguły ćajtje były bardziej zdobione – głównie płaskorzeźbami (zwłaszcza budowle późniejsze; pierwsze świątynie pozostawały w swoim wystroju dość ascetyczne). Nawy oddzielały filary, często ozdobne, a strop zwykle naśladował w formie zewnętrznej znane w sztuce europejskiej sklepienie kolebkowe. W ścianie wejściowej w wielu ćajtjach pojawiało się duże, półkoliste okno ujęte w podkowiasty, charakterystyczny dla architektury indyjskiej łuk (kudu), zwany stąd często „łukiem indyjskim”. W przedsionkach ćajtji występują niekiedy formy przypominające emporę.
Skalne świątynie występują przede wszystkim w regionie Ghatów Zachodnich i Ghatów Wschodnich. Pierwsze najprawdopodobniej powstały już w I wieku p.n.e. Najstarsza zachowana ćajtja znajduje się w miejscowości Bhadża, w okolicach Bombaju i datowana jest na II wiek p.n.e. Jedna z najbardziej znanych w świecie zachowanych tego typu budowli skalnych to świątynia w Adżancie (II w. p.n.e. - VII w. n.e.).